# ده نو (صرخنداريا)
ده نو هي مدينة ومقر مقاطعة ده نو في ولاية صرخنداريا في أوزبكستان.